# Miss Lala au cirque Fernando
Miss Lala au cirque Fernando ou Mademoiselle La La au cirque Fernando est un tableau peint par Edgar Degas en 1879 et conservé à la National Gallery à Londres.

## Contexte, description, analyse
Miss Lala au cirque Fernando est une huile sur toile de 117,2 cm de haut sur 77,5 cm de large peint par Edgar Degas en 1879.
Il montre, dans un cadrage particulier, Miss Lala dans son célèbre numéro de voltige, réalisé à la seule force de la mâchoire, au cirque Fernando, l'ancien cirque Medrano, boulevard de Rochechouart.
Le tableau fut la propriété du marchand d'art Paul Durand-Ruel. Il est conservé à la National Gallery à Londres. Les études préliminaires sont dispersées dans différents musées américains et anglais.

Études pour « Miss Lala au cirque Fernando »
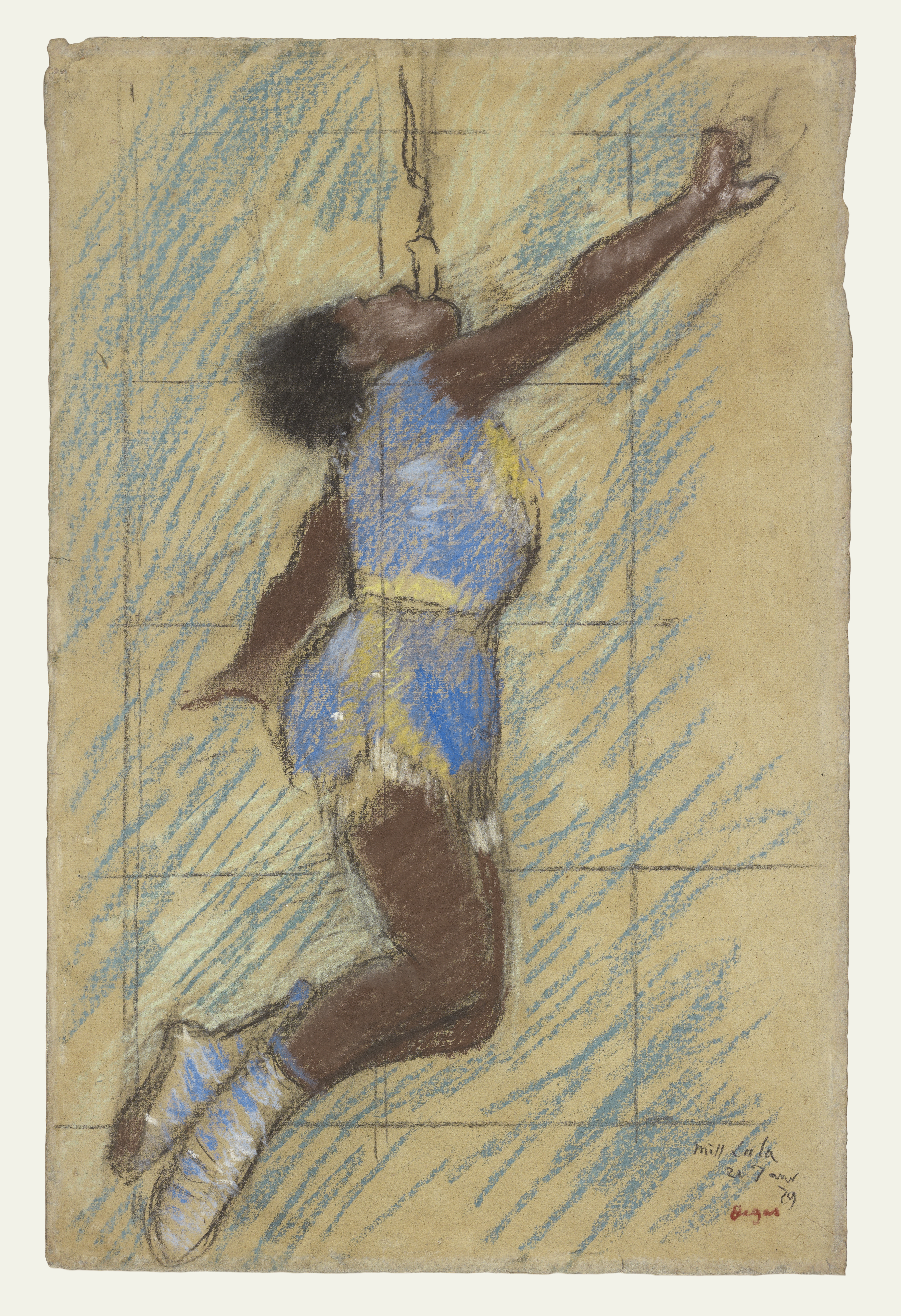
J. Paul Getty Museum (Los Angeles, États-Unis)
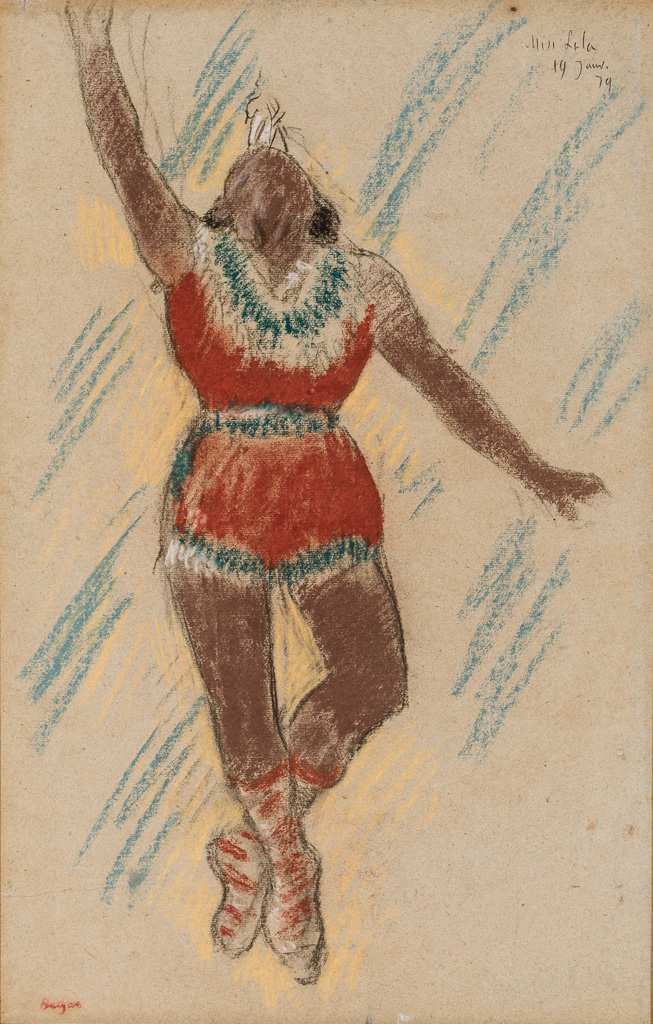
Speed Art Museum (Louisville, États-Unis)
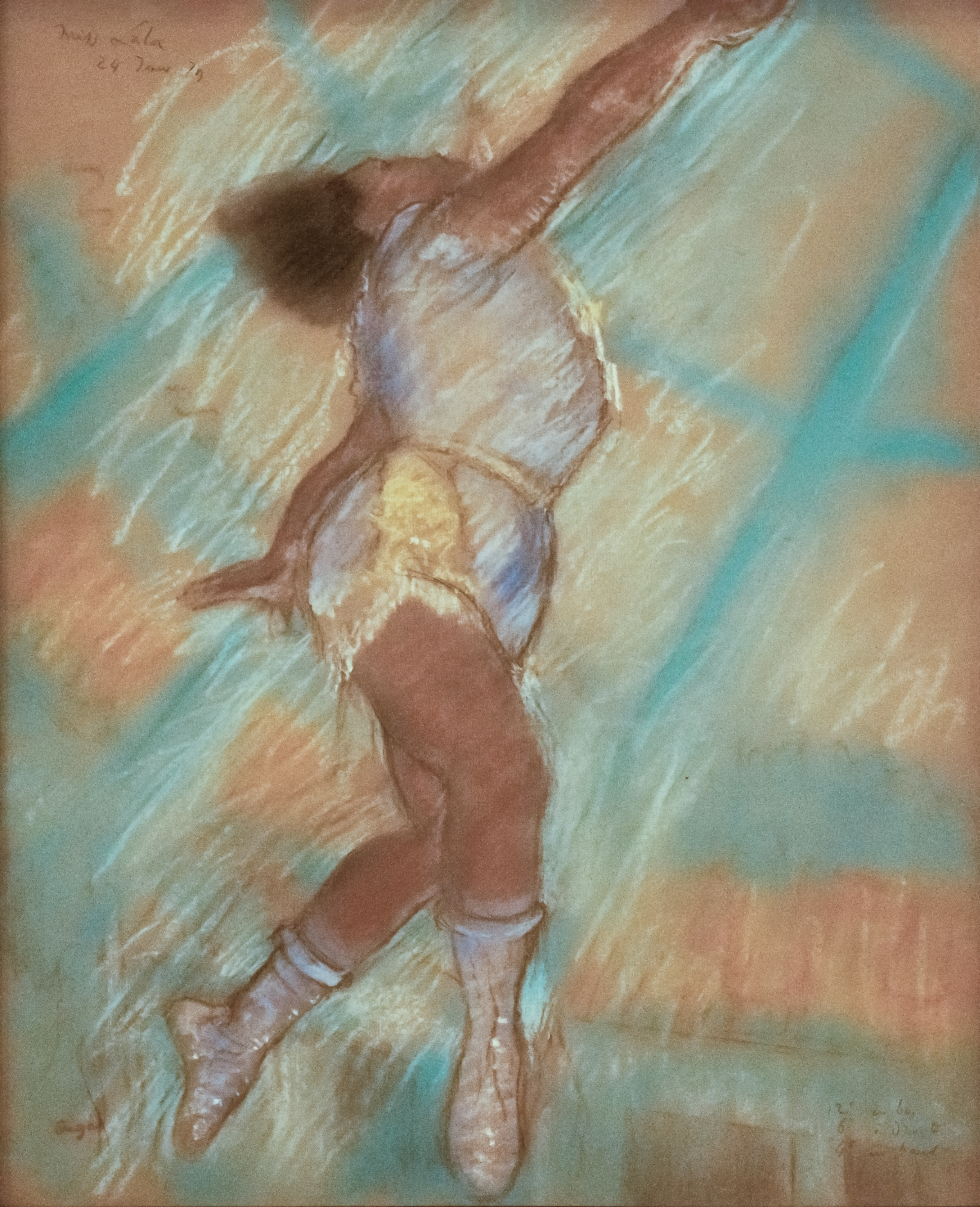
Tate Britain (Londres, Grande-Bretagne)
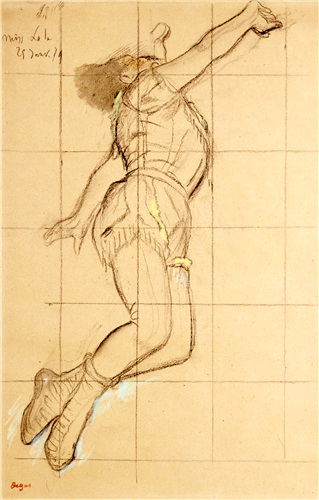
Barber Institute of Fine Arts (Birmingham, Grande-Bretagne)
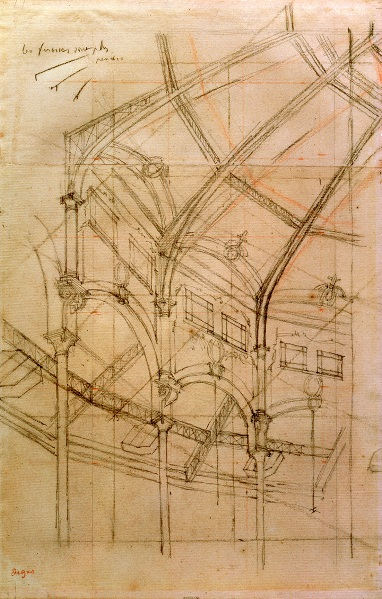
Barber Institute of Fine Arts (Birmingham, Grande-Bretagne)
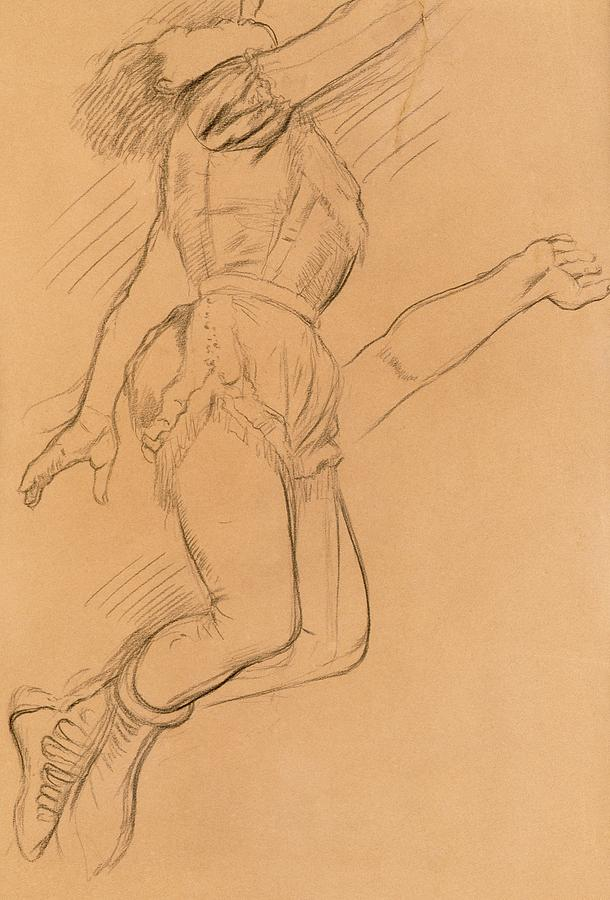
Detroit Institute of Arts (Détroit, États-Unis)
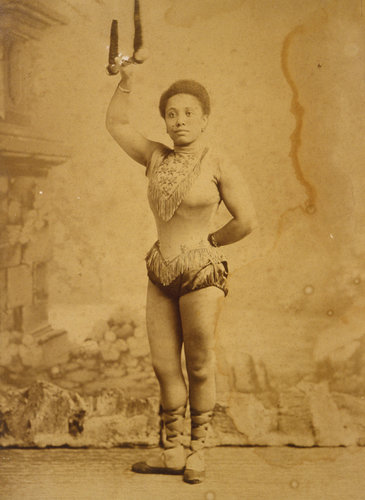
Photographie de Miss Lala en 1880